# Leopold Roosemont
Leopold Roosemont (Alveringem, 14 maggio 1909 – Alveringem, 21 febbraio 1963) è stato un ciclista su strada belga, professionista dal 1931 al 1938.

## Carriera
Corridore adatto alle corse di un giorno, riuscì in carriera ad ottenere un secondo posto alla Liegi-Bastogne-Liegi, più numerosi piazzamenti di prestigio in altre semi-classiche. 

## Palmarès

### Strada
- 1934 (una vittoria)

Giro di Gand
- 1931 (una vittoria)

Grand Prix de la Famenne

## Piazzamenti

### Classiche monumento
- Parigi-Roubaix

1932: 19º
1932: 21º
- Giro delle Fiandre

Giro delle Fiandre 1932: 10°
Giro delle Fiandre 1933: 21°
Giro delle Fiandre 1933: 6°
- Liegi-Bastogne-Liegi

1932: 2°
1933: 13°
1933: 18°